# Tholur
Tholur es una ciudad censal situada en el distrito de Thrissur en el estado de Kerala (India). Su población es de 7454 habitantes (2011). Se encuentra a 11 km de Thrissur y a 79 km de Cochín.

## Demografía
Según el censo de 2011 la población de Tholur era de 7454 habitantes, de los cuales 3543 eran hombres y 3911 eran mujeres. Tholur tiene una tasa media de alfabetización del 96,09%, superior a la media estatal del 94%: la alfabetización masculina es del 97,51%, y la alfabetización femenina del 94,82%.